# Marc Livi Emilià
Marc Livi Emilià (en llatí: Marcus Livius M. f. Aemilianus) va ser un personatge romà del segle ii aC. Hom no li coneix cap càrrec ni magistratura, i solament és destacat com a ancestre de la branca dels Emilis Drusos, de la qual formava part l'emperadriu Lívia Drusil·la. Es coneix per una inscripció en marbre al Capitoli on apareix el consolat del seu fill.
La seva filiació és desconeguda, però generalment es considera fill de sang d'un membre de la gens Emília, probablement Luci Emili Paulus, el pare de Luci Emili Paulus Macedònic. Posteriorment, hauria estat adoptat per un membre de la gens Lívia, generalment considerat Marc Livi Salinàtor. Salinàtor era net (o potser fill) d'un cert Marc Livi Drus, el cognom del qual hauria estat pres per Marc Livi Emilià per anomenar el seu fill, Gai Livi Drus.